# Raorchestes parvulus
Raorchestes parvulus es una especie de rana de la familia Rhacophoridae.
Habita en Camboya, Birmania, Tailandia, Vietnam, Malasia Peninsular y Laos. Se encuentra en altitudes de entre 50 y 1400 metros.
Su hábitat natural son zonas subtropicales y bosques húmedos tropicales de baja altitud, zonas húmedas tropicales o zonas subtropicales de las regiones de gran altitud, zonas tropicales o zonas subtropicales de matorrales húmedos, pantanos, jardines rurales, y bosques muy antiguos y degradados.